# Triumph des Todes

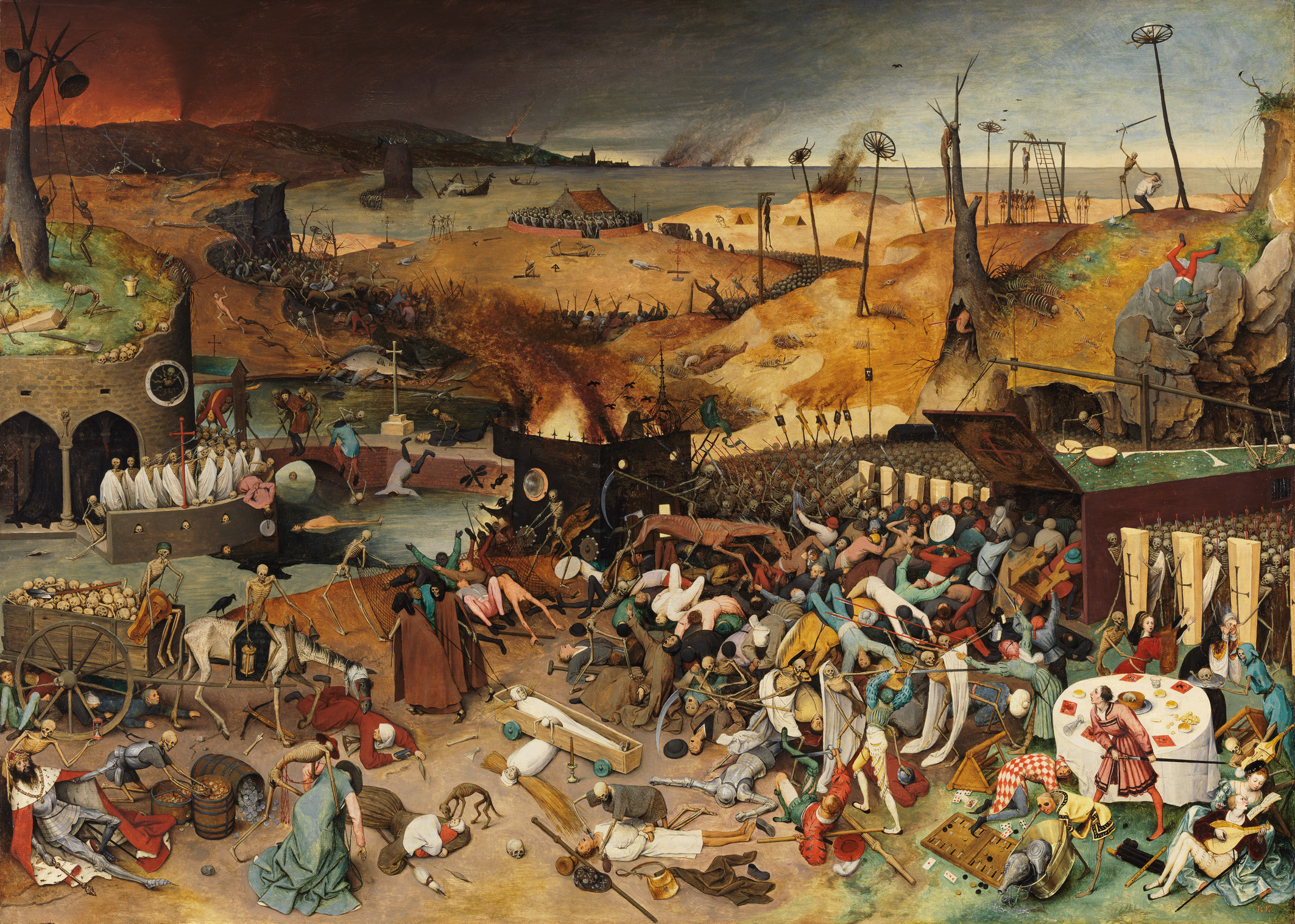
Pieter Bruegel der Ältere: Der Triumph des Todes (um 1562) – Museo del Prado, Madrid

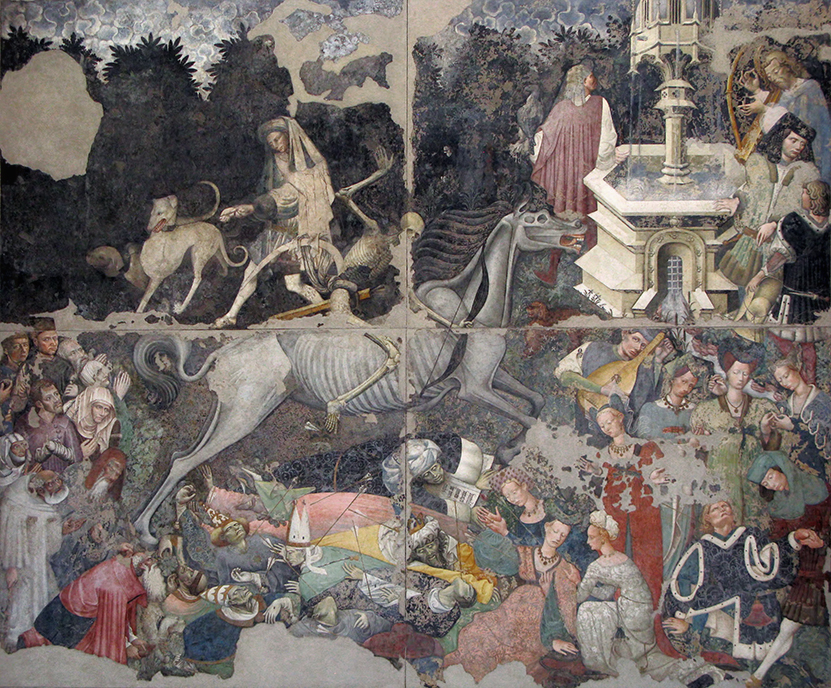
Triumph des Todes (15. Jhdt.) Palermo

Der Triumph des Todes ist ein Thema der europäischen Kulturgeschichte seit dem Mittelalter, vor allem in der Bildenden Kunst.

## Geschichte
Die Darstellungen knüpfen an die mittelalterlichen Totentänze an, die als Mysterienspiel oder in Form von Wechselreden zunächst von Bettelmönchen gepflegt wurden. Diese fanden schließlich ihren Ausdruck in Dichtung und Kunst als Reflexion über das Zeitliche. Pest- und Choleraepidemien führten seit dem 14. Jahrhundert zu drastischen Darstellungen, vor allem in Wandbildern, die die Unausweichlichkeit und Grausamkeit des allgegenwärtigen Todes thematisieren, denen Mitglieder aller Gesellschaftsschichten hilflos ausgesetzt sind.
Ein frühes Beispiel für den Triumph des Todes bildet ein Wandfresko im Camposanto (Pisa), das früher allgemein dem pisanischen Maler Francesco Traini (dokumentiert 1321–1365), jetzt Buonamico Buffalmacco zugeschrieben wird und mit seinem drastischen Realismus eine einzigartige Stellung in der italienischen Trecentomalerei einnimmt. Stellvertretend für das 15. Jahrhundert mag der Triumph des Todes aus dem Palazzo Sclafani in Palermo gelten, das sich heute im Palazzo Abatellis befindet. Möglicherweise sah es der niederländische Künstler Pieter Bruegel während seiner Italienreise gegen 1552. Damit könnte es als Anregung zu seinem 1562/63 entstandenen dramatischen Triumph des Todes gedient haben. Die Dämonenwelt eines Hieronymus Bosch fließt genauso in sein Werk ein wie die Holzschnittfolgen Alphabet des Todes und Totentanz von Hans Holbein, die sich zu einem grausamen Geschehen von Vernichtung, menschlicher Trostlosigkeit und Hoffnungslosigkeit verdichten.
Im zwanzigsten Jahrhundert sind insbesondere die Gemälde von Otto Dix und Felix Nussbaum zu erwähnen.
In der Literatur haben sich Gabriele D’Annunzio und Eugène Ionesco mit diesem Thema auseinandergesetzt.

## Malerei
- Andrea Orcagna: Triumph des Todes (um 1350) Freskenfragment, Santa Croce (Florenz)
- Francesco Traini oder Buonamico Buffalmacco: Fresko Triumph des Todes, Camposanto (Pisa)
- Unbekannter Künstler: Triumph des Todes (um 1450) abgenommenes Fresko aus dem Palazzo Sclafani (Palermo), Galleria Regionale della Sicilia im Palazzo Abatellis (Palermo)
- Hans Holbein, Alphabet des Todes 24 Holzschnitte mit Einzelszenen
- Hans Holbein, Totentanz Holzschnittfolge
- Pieter Bruegel der Ältere: Der Triumph des Todes (um 1562)
- Pieter Brueghel der Jüngere: Triumph des Todes, 2 Kopien nach Pieter Brueghel d. Ä. (1562) Kunstmuseum Basel von 1608[1] und eine Fassung von 1626, die 1999 bei Sotheby’s (New York) versteigert wurde.[2]
- Jan Brueghel Triumph des Todes, 2 Kopien nach Pieter Brueghel (1597) Alte Galerie am Landesmuseum Joanneum (Graz) und der Sammlung der Fürsten von Liechtenstein
- Otto Dix 1934 Gemälde Triumph des Todes, Kunstmuseum Stuttgart
- Felix Nussbaum (1904 – 1944), Gemälde „Triumph des Todes“ (April 1944) Felix-Nussbaum-Haus, Osnabrück